# اشتر علوی
عبدالله بن محمد نفس زکیه ملقب به اشتر علوی، از رجال مشهور علوی است. وی متولد مدینه بود پس از همراهی با نفس زکیه در قیامش و پس از شکست نفس زکیه به سند رفته و در آنجا به دست مأمورین منصور کشته شد. از او نسلی به نام بنواشتر باقی ماند که بعدها منقرض شدند.

## سرگذشت
عبدالله بن محمد نفس زکیه ملقب به اشتر علوی، از رجال مشهور علوی است. مادرش سلمه دختر محمد بن حسن بن حسن مجتبی بود. او متولد شده در مدینه است و در همانجا پرورش یافته‌است. علت اشتهارش به برگشتگی پلکش، به اشتر معروف شده‌بود. اولین بار در وقایع مربوط به سال ۱۴۰ ه.ق از وی یاد شده‌است. بر اساس این گزارش، منصور خلیفه عباسی برای حج به مکه آمده بود و محمد نفس زکیه و برادرش ابراهیم نیز به همراه چند علوی دیگر به مکه آمدند. گروهی از این جماعت قصد داشتند تا خلیفه را به قتل برسانند و عبدالله اشتر به این کار همت کرد. اما نفس زکیه با این اقدام مخالف بود.
به گزارش طبری، پس از قیام نفس زکیه در مدینه به سال ۱۴۵ ه.ق، عبدالله اشتر از سوی پدرش با جمعی از زیدیان به نزد عمر بن حفص صفری رفتند؛ عمر بن حفص از جانب منصور والی سند بود و به طالبیان گرایش داشت. عمر دعوت این گروه را پذیرفت و با عبدالله برای نفس زکیه بیعت کرد. او بعدها از خاندان و سران و بزرگان ولایتش نیز برای نفس زکیه بیعت گرفت. این بیعت چندان دوامی نداشت و خبر شکست و کشته شدن نفس زکیه به وی رسید و در نتیجه عبدالله اشتر را نزد یکی از ملوک سند یا راجگان فرستاد در در آن ناحیه در امان باشد. کمی بعد گروهی از زیدیان به عبدالله پیوستند و گفته‌اند که از این اقدام، تشیع در سند گسترش یافت. چون خبر عبدالله به منصور رسید، خلیفه از عمر بن حفص درخواست توضیح دادن کرد و چون عمر پاسخ درستی برای اقداماتش نداد، منصور هشام بن عمر تغلبی را به جایش گماشت. هشام نیز گرچه پس از ورود به سند از دستگیری عبدالله طفره می‌رفت و سرانجام روزی برادر هشام با عبدالله و جمعی از یارانش جنگید و همگی را به قتل رسانید. پس از اطلاع منصور از اقدامات هشام،‌ او را ستود.
ابوالفرج اصفهانی روایتی متفاوت از رفتن عبدالله به سند گزارش می‌کند و بر اساس آن گزارش، عیسی بن عبدالله بن مسعده، گوید که پس از کشته شدن نفس زکیه، اشتر از کوفه و بصره به سند گریخت و منصور، هشام بن عمرو را مأمور سرکوب او کرد. در نهایت عبدالله کشته شد و سرش نزد منصور فرستاده شد. به گزارش برخی منابع، اشتر در کابل و در کوهی به نام علج کشته شد. خاندان نفس زکیه از وی به بنواشتر یا اشتریه شهرت یافتند و در کوفه و اطرافش ساکن بودند و بعدها نسلشان منقرض گردید.